# Libro de' disegni di Giorgio Vasari
Storico dell'arte, collezionista di disegni di artisti italiani, Giorgio Vasari è stato un precursore, sia nella raccolta di testimonianze biografiche sugli artisti italiani, sia nella raccolta dei loro disegni. Il Libro de' disegni di Giorgio Vasari era composto da fogli, da lui stesso decorati, che contenevano i disegni da lui raccolti.

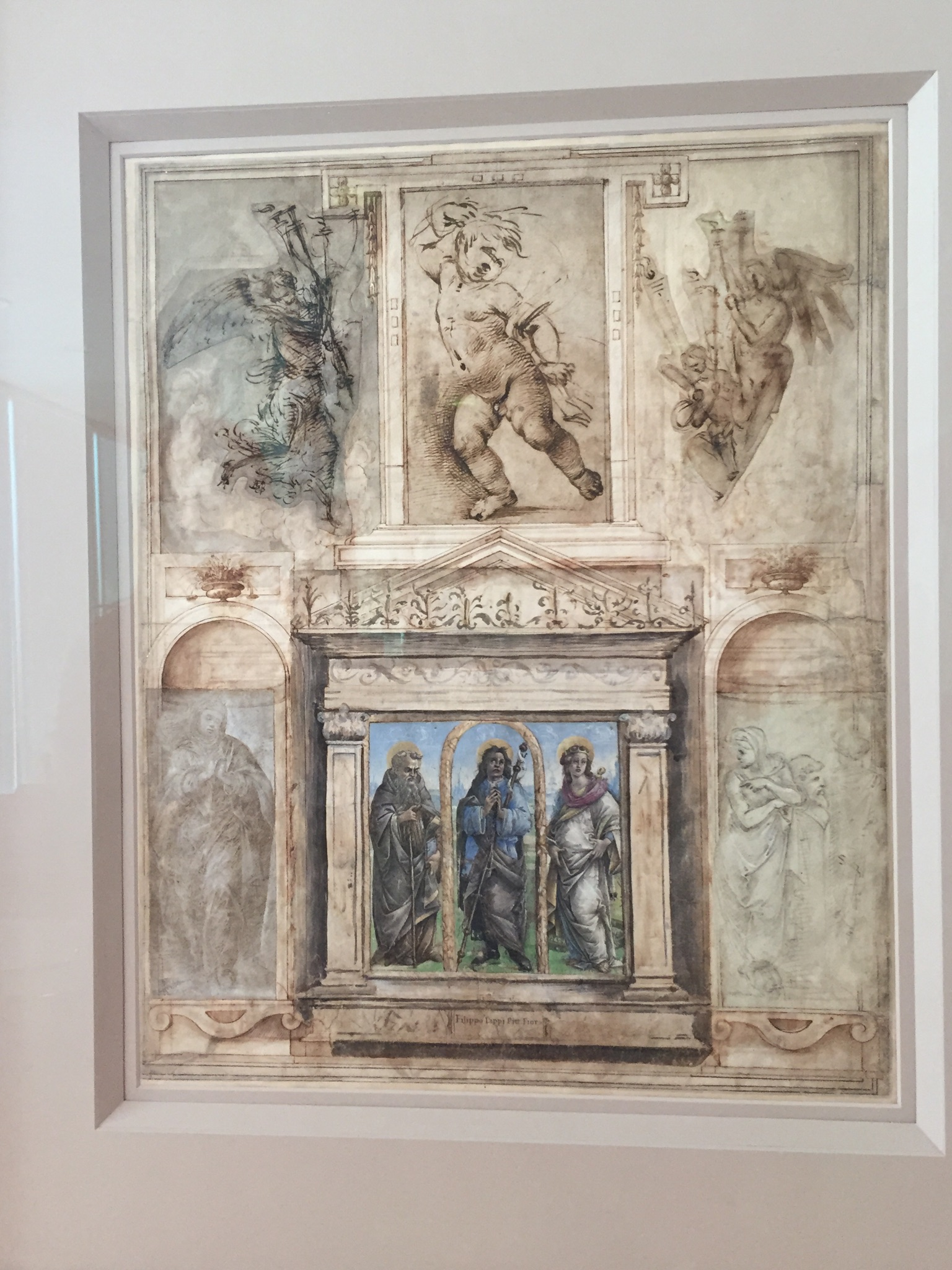
Pagina del "Libro de' Disegni", National Gallery of Art, NY, Woodner Collection, verso

## Storia e descrizione
Giorgio Vasari collezionò quasi duemila, tra schizzi e disegni, a partire dal 1528, quando da un discendente di Lorenzo Ghiberti ottenne un gruppo di disegni. Vasari era un adolescente e, forse, questo acquisto condizionò la sua esistenza. Egli è stato collezionista, molto prima di diventare storico dell'arte.
Il suo Libro de' disegni non era una raccolta disomogenea, ma un museo "portatile", cartaceo, da consultare di continuo e da conservare come preziosa documentazione. Era un catalogo, una sorta di visualizzazione della storia dell'arte che Vasari raccontava nelle sue Vite; anzi egli menzionava sovente il suo Libro di disegni, nelle pagine delle Vite. Possedeva opere di 26 dei 33 artisti, di cui aveva trattato nella prima edizione. Le pagine montate della sua raccolta erano riempite di disegni, sia al recto, sia al verso. Aveva messo a fronte un disegno di Donatello e uno di Michelangelo, uniti da una scritta in greco. Nel Libro erano contenuti anche disegni di Vasari, alcuni organizzati come se fossero il progetto completo di un altare, con molti dipinti.

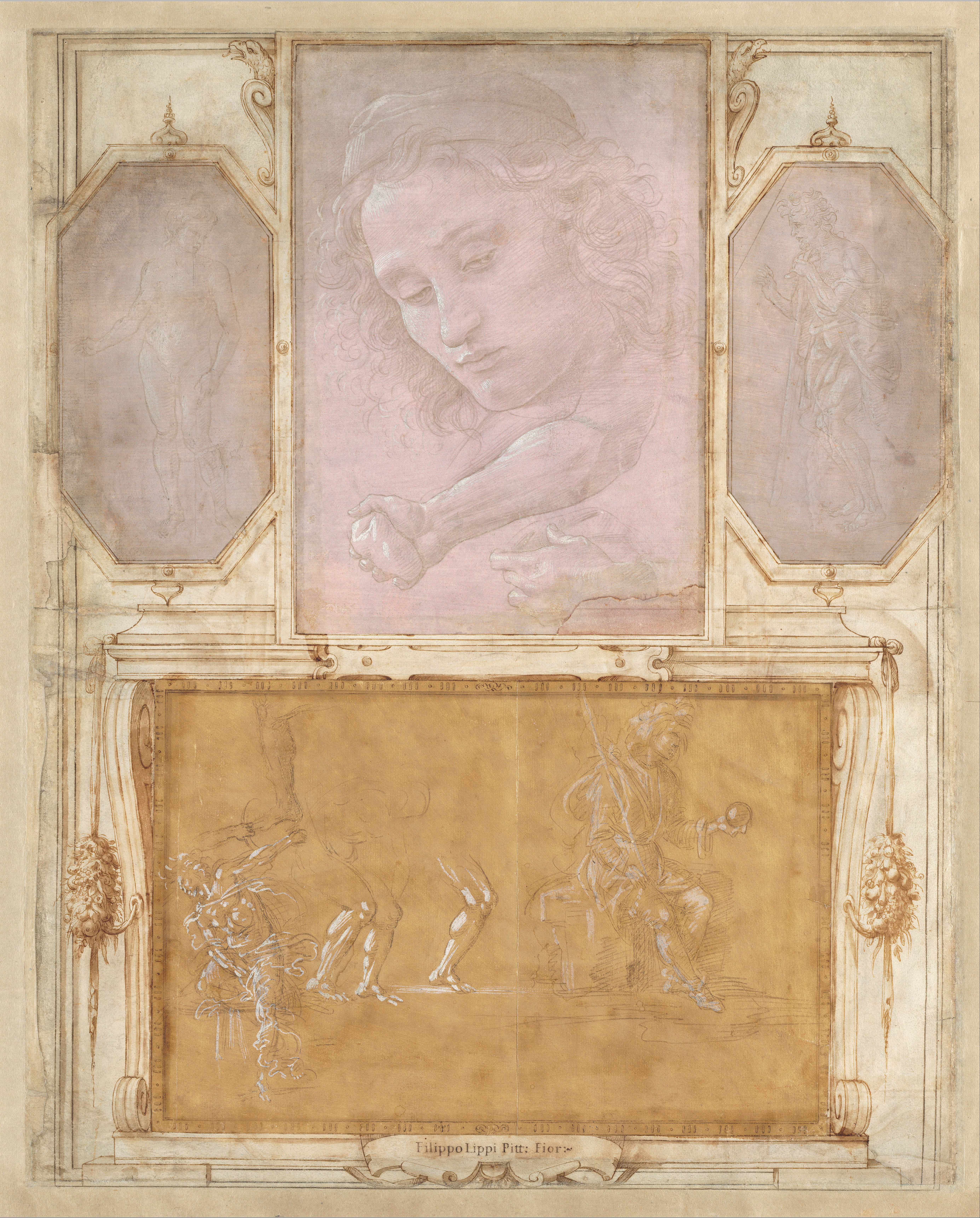
Disegni di Filippino Lippi, Sandro Botticelli e Raffaellino del Garbo, National Gallery of Art, Washington, recto
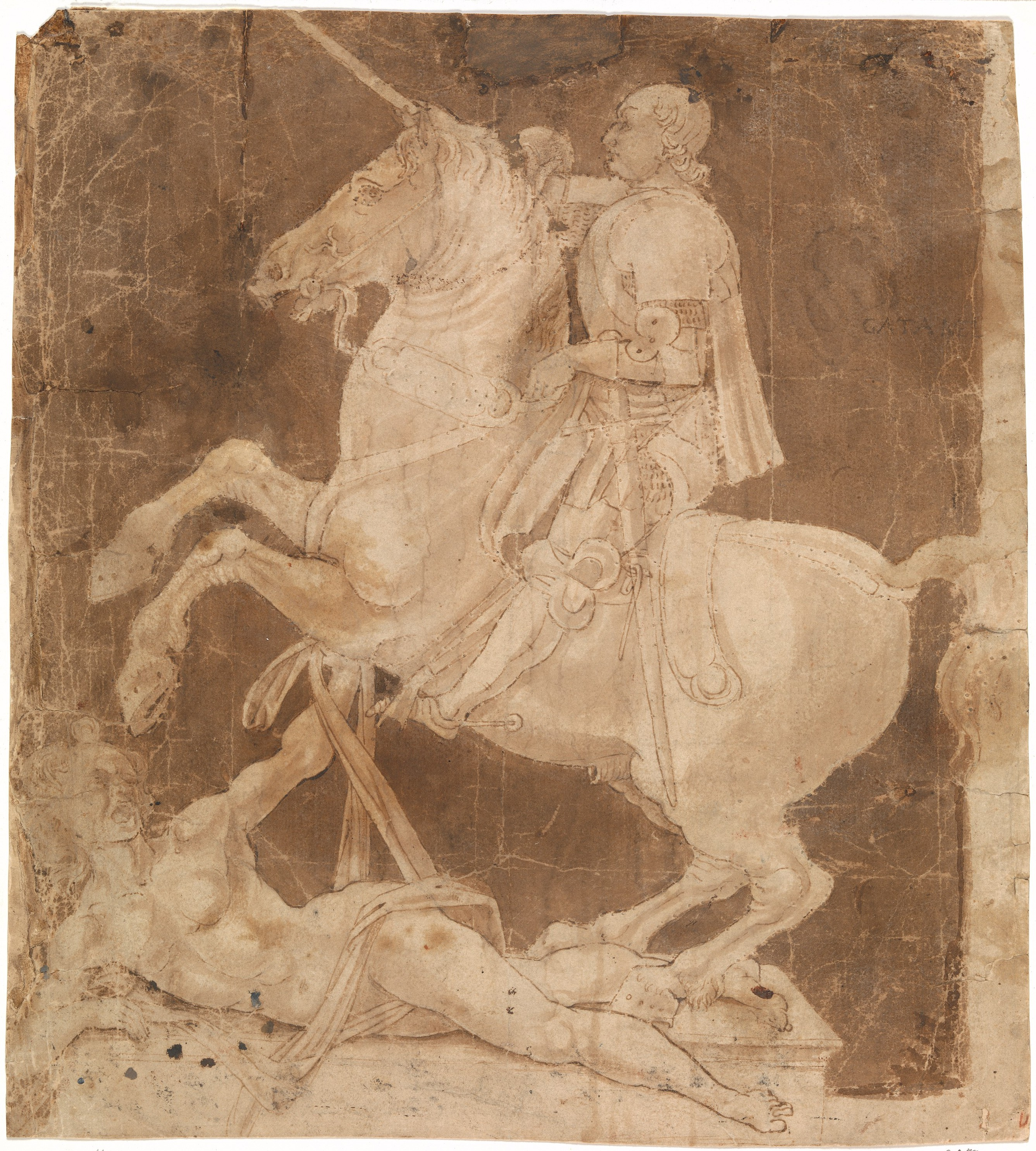
Antonio Pollaiolo, Studio per la statua equestre di Francesco Sforza, Metropolitan museum, NY
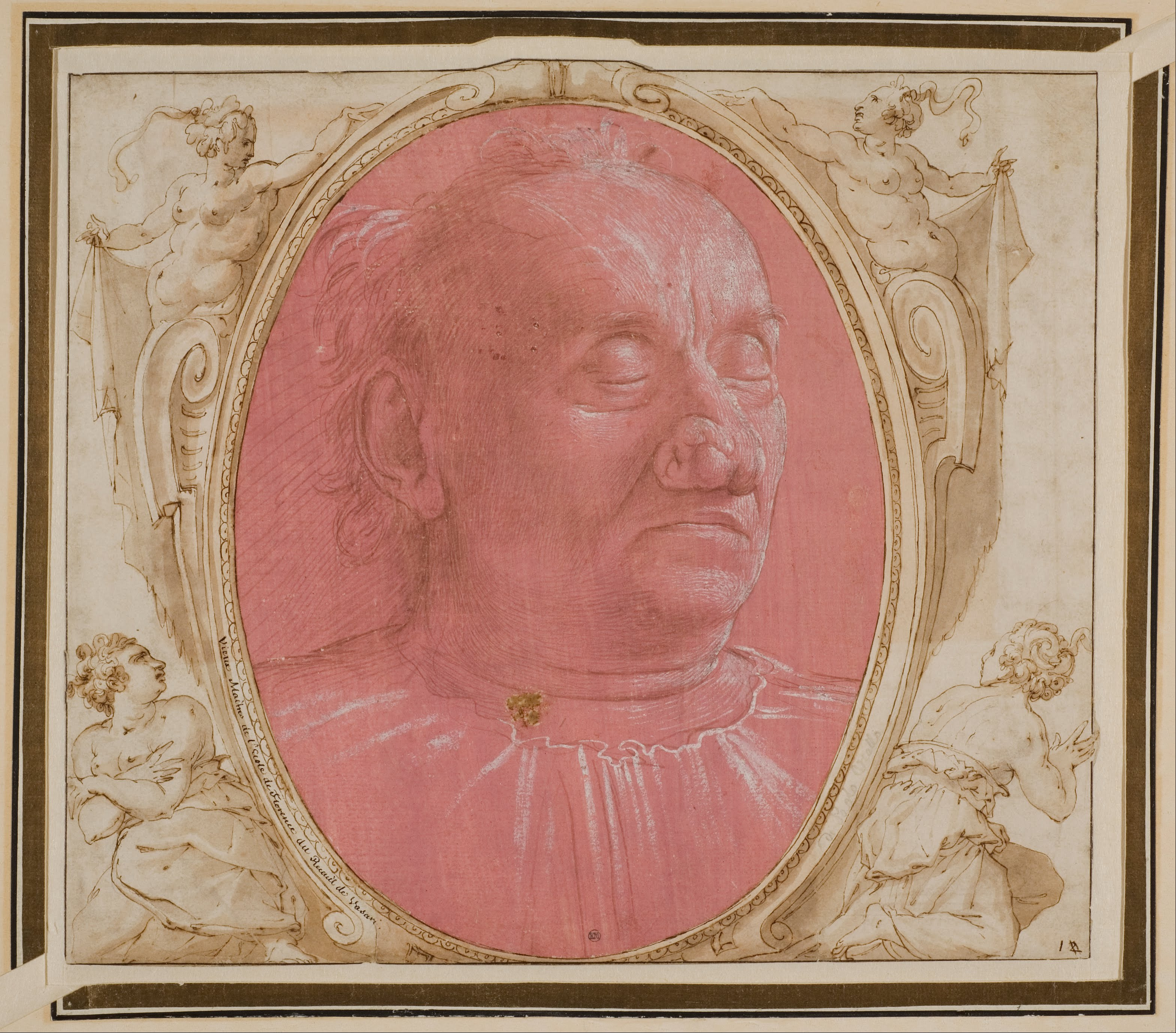
Domenico Ghirlandaio, Ritratto di uomo anziano, Museo nazionale di Stoccolma
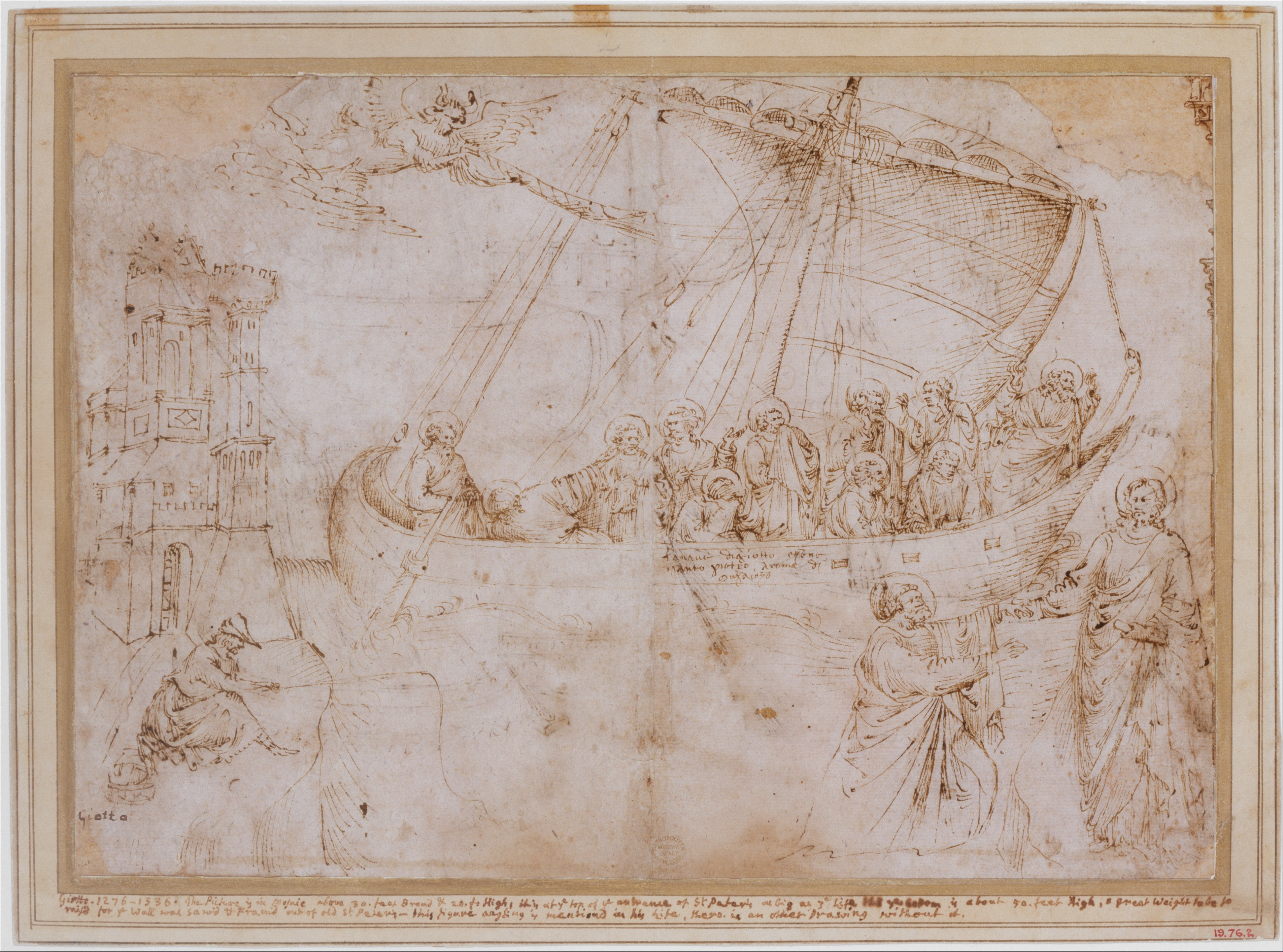
Parri Spinelli, Disegno della Navicella di Giotto, Metropolitan Museum, NY
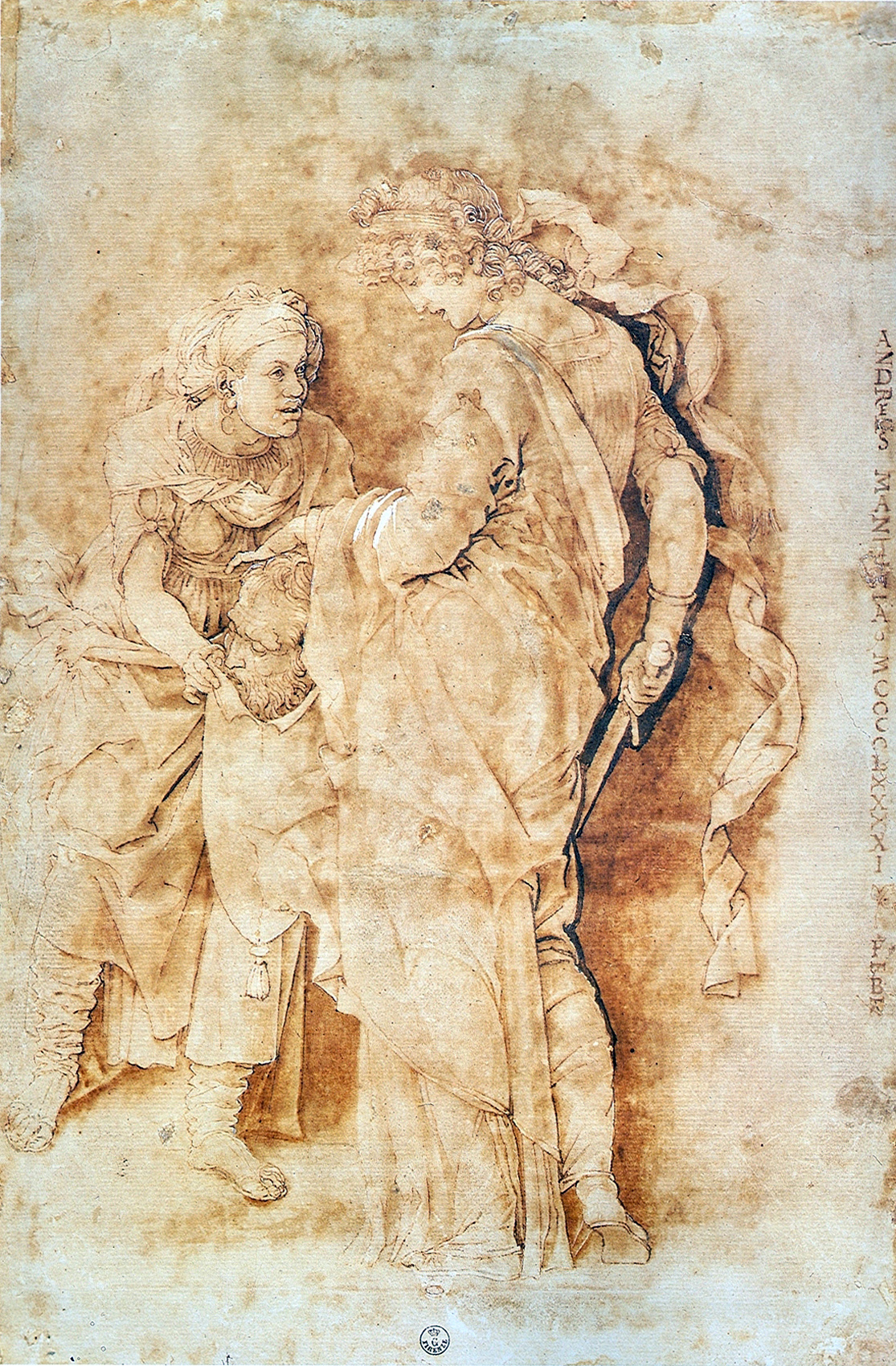
Andre Mantegna, Giuditta e la schiava, Uffizi, Firenze
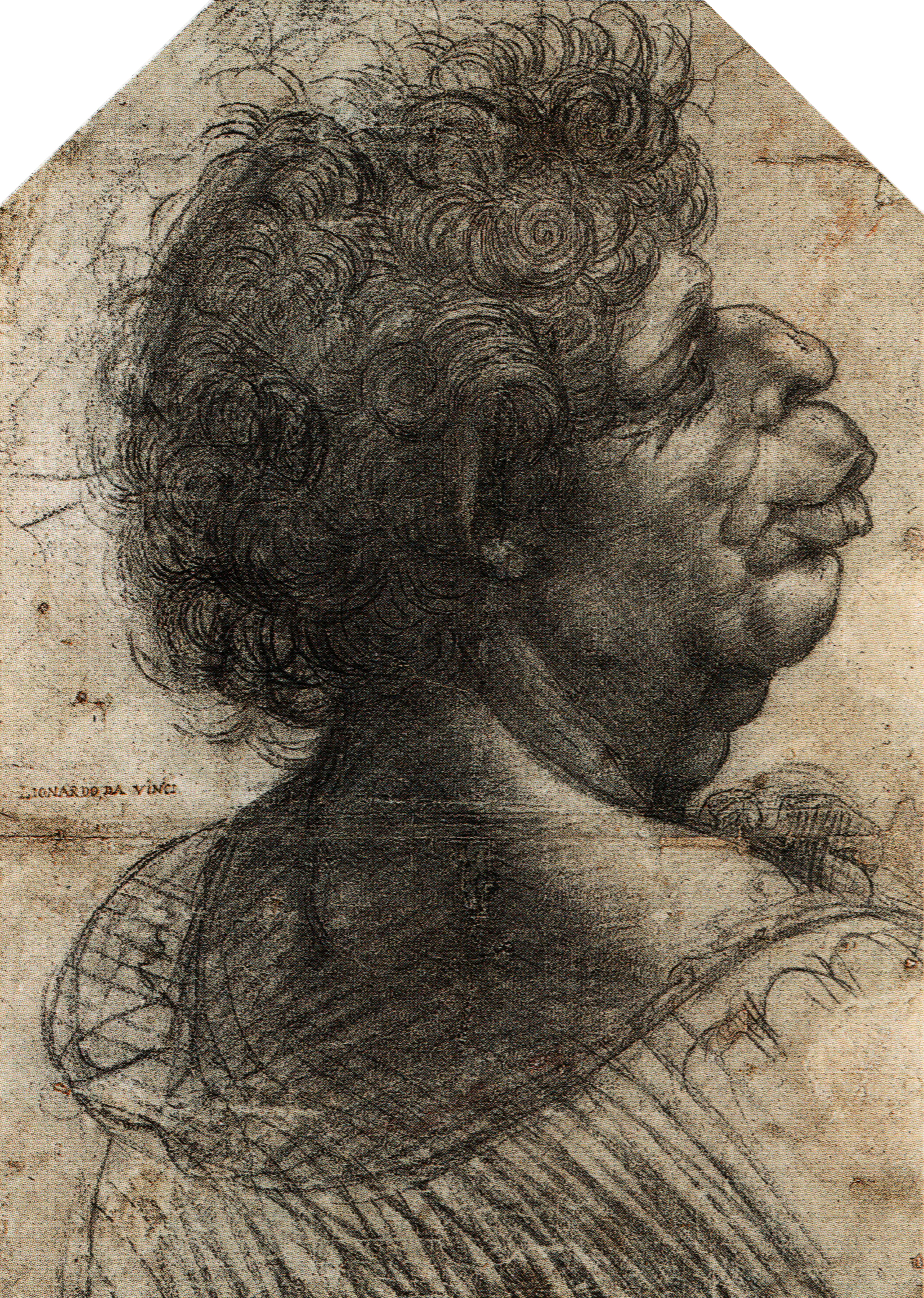
Leonardo da Vinci, Scaramuccia, capitano de' Zingari, Christ Church, Oxford

Vasari parlava dunque, nelle Vite, del suo Libro; ma non dobbiamo pensare ad un libro unico, tradizionale, composto da molte centinaia di fogli rilegati tra loro: piuttosto ad almeno una decina di volumi distinti, cioè a distinte raccolte di fogli non rilegati, della grandezza di circa 70x50 cm.
Al tempo del Vasari disegni, schizzi e progetti circolavano tra gli artisti: erano considerati materia di studio e la dispersione avveniva di solito alla morte di un artista o per chiusura della sua bottega. Il disegno agevolava ai committenti, in visita alle botteghe, la comprensione di opere d'arte in fase di progettazione. Vasari tuttavia fu il primo collezionista a dare un valore in sé ai disegni: li raccoglieva, li ritagliava, li ritoccava e li montava entro cornici da lui stesso dipinte, con nudi michelangioleschi, con volute o con cornici architettoniche complesse, come archi trionfali con il candelabro figurativo. Cornici, decorazioni e pitture murali, nella sua fastosa casa di Arezzo, erano la cornice per contenuti preziosi: la collezione di dipinti e di sculture, il Libro dei disegni.
Le pagine del Libro erano circa 600, per un numero di disegni fino a 2000. I volumi erano ordinati per autore, cronologicamente, come le Vite; un volume era dedicato agli studi di architettura. L'attribuzione vasariana dei disegni del Trecento e del Quattrocento è stata ampiamente rivista dagli storici dell'arte; mentre l'attribuzione dei disegni del Cinquecento è stata da loro accettata per il 90%.

### Dispersione e riconoscimento
Uno di questi volumi fu offerto in dono dagli eredi Vasari a Francesco I de' Medici, a garanzia della protezione del granduca. Nessuna pagina del Libro tuttavia è stata conservata intatta agli Uffizi, perché i disegni furono staccati; quindi non c'è traccia agli Uffizi, né del Libro regalato al granduca dai nipoti di Vasari e dal fratello Piero; né di un precedente Libro, messo insieme da Vasari per Cosimo I de' Medici.
Alcuni fogli di disegni, presenti in varie raccolte, sono stati identificati perché presentano sul verso le incorniciature autografe vasariane, ma prive di disegni. Il collezionista Jabah fece aggiungere nell'incorniciatura del disegno un filo dorato.
Nel 1574 gli eredi di Vasari vendettero una parte del Libro de' disegni al collezionista fiorentino Niccolò di Sinibaldo Gaddi. Si sa che cinque erano i volumi della collezione, posseduti dal Gaddi.
La vendita della collezione Gaddi avvenne dopo il 18 maggio 1638, giorno della morte di Lorenzo Sabbatini che ne aveva fatto l'expertise. Queste pagine del Libro furono quindi disperse fra varie collezioni: de' Medici, lord Arundel, Quesnel, Pierre Crozat, Pierre-Jean Mariette. Il banchiere e collezionista d'arte Everhard Jabach forse comprò disegni alla vendita della collezione di lord Arundel. La collezione Crozat fu dispersa nel 1741.
I primi disegni arrivarono alla collezione Reale del Louvre nel 1671, per l'acquisto dei fogli raccolti da Jabach; nel 1755 vi giunsero i disegni appartenuti a Mariette, quindi il Louvre si arricchì della collezione di Saint-Morys, requisita dallo Stato nel 1793 e nel 1850 ottenne altri fogli, provenienti dalla collezione di Guglielmo II dei Paesi Bassi.
Uno studio sistematico del Libro de' disegni è partito in ritardo, rispetto alla edizione critica del testo delle Vite: è iniziato nel 1937, con gli studi di Otto Kurz ed è proseguito con le successive pubblicazioni di Licia Ragghianti Collobi e di Catherine Monbeig-Goguel.
L'individuazione dei fogli che appartennero alla collezione di Giorgio Vasari e l'attribuzione di ogni disegno ad un autore certo sono costantemente materia di studio e le novità sono continue.
Al seminario di formazione specialistica Il mestiere del conoscitore Giorgio Vasari, che si è svolto a Bologna, alla Fondazione Zeri, dal 29 settembre al 1 ottobre 2016, Catherine Monbeig Goguel è intervenuta sul tema: Il "Libro de' disegni" di Giorgio Vasari: coerenza e ambiguità; Lorenza Melli è intervenuta su: Le attribuzioni di Vasari nel "Libro de' disegni.

## Catalogo dei disegni
Il Catalogo è in continuo aggiornamento

### Firenze
| Gabinetto Disegni e Stampe della Galleria degli Uffizi |                         |                     |                                       |        |
| Cognome e nome dell'artista                            | Titolo dell'opera       | Numero d'inventario | Origine acquisto o dono               | Note   |
| Sangallo Giuliano da                                   | Tabernacolo             | 1669 A              | Jean-Baptiste Séroux d'Agincourt 1798 | Vedi   |
| Mantegna Andrea                                        | Giuditta con la schiava | 404 E               |                                       | [ 11 ] |

### Francoforte sul Meno
| Städelsches Kunstinstitut   |                                                                        |                     |                         |        |
| Cognome e nome dell'artista | Titolo dell'opera                                                      | Numero d'inventario | Origine acquisto o dono | Note   |
| Bartolomeo fra              | Studi di due teste e una figura acefala, cinque mani che reggono libri |                     |                         | [ 12 ] |

### Londra
| British Museum                   |                                                                                 |                     |                             |        |
| Cognome e nome dell'artista      | Titolo dell'opera                                                               | Numero d'inventario | Origine acquisto o dono     | Note   |
| Bartolomeo fra                   | Madonna che appare a san Bernardo                                               | Pp,1.55             |                             | [ 13 ] |
| Carpaccio Vittore                | Coppia di nudi con figure diaboliche. Ritratto di Carpaccio                     | 1895,0915.807       | John Wingfield Malcolm 1895 | Vedi   |
| Credi Lorenzo di (Sciarpelloni)  | Adorazione della Vergine e Bambino                                              | Pp,1.30             | Richard Payne Knight 1824   | Vedi   |
| Garbo Raffaellino del            | Studi di mani femminili. Due mani e una manica Studio per una Resurrezione .    | Pp,1.14 Pp,1.32 .   | Richard Payne Knight 1824   | Vedi . |
| Scuola di Gozzoli Benozzo        | Due disegni di santi                                                            | 1882,0812.218       | Henry Hobhouse 1882         | Vedi   |
| Scuola di Lippi Filippino        | Uomo nudo che tende un arco Uomo seduto e uomo in piedi, forse san Sabestiano . | Pp,1.4 Pp,1.15 .    | Richard Payne Knight 1824   | Vedi . |
| Perugino Pietro                  | Testa di vecchio                                                                | Pp,1.28             | Richard Payne Knight 1824   | Vedi   |
| Santacroce Girolamo da           | San Rocco fra san Cristoforo e san Sebastiano                                   | 1900,0717.32        | Colnaghi 1900               | Vedi   |
| Sarto Andrea del                 | Veduta di città cinta da mura                                                   | 1946,7.13.34        |                             | [ 15 ] |
| Tibaldi Pellegrino               | Sibilla seduta                                                                  | Pp,2.187            | Richard Payne Knight 1824   | Vedi   |
| Anonimo fiorentino del secolo XV | Disegni di animali                                                              | 1935,1214.2.1       | Colnaghi 1935               | Vedi   |

| Victoria and Albert Museum      |                                                          |                     |                         |        |
| Cognome e nome dell'artista     | Titolo dell'opera                                        | Numero d'inventario | Origine acquisto o dono | Note   |
| Credi Lorenzo di (Sciarpelloni) | Progetto per monumento con tre Virtù in piedi su un vaso | 2314                |                         | [ 16 ] |

### Monaco di Baviera
| Staatliche Graphische Sammlung |                                                   |                     |                         |      |
| Cognome e nome dell'artista    | Titolo dell'opera                                 | Numero d'inventario | Origine acquisto o dono | Note |
| Pollaiolo Antonio              | Studio per la statua equestre di Francesco Sforza |                     |                         |      |

### New Haven (Connecticut)
| Yale University Art Gallery |                   |                     |                         |      |
| Cognome e nome dell'artista | Titolo dell'opera | Numero d'inventario | Origine acquisto o dono | Note |
|                             |                   |                     |                         |      |

### New York
| Metropolitan Museum of Art  |                                                           |                     |                         |        |
| Cognome e nome dell'artista | Titolo dell'opera                                         | Numero d'inventario | Origine acquisto o dono | Note   |
| Franciabigio                | Studio per pala d'altare con Madonna, Bambino e due sante |                     |                         | [ 11 ] |
| Pollaiolo Antonio           | Studio per la statua equestre di Francesco Sforza         | 1975.1.410          | Lehman Collection       | [ 17 ] |
| Spinelli Parri              | Disegno della Navicella di Giotto                         |                     |                         | [ 18 ] |

### Oxford
| Christ Church               | |                     |                         |        |
| Cognome e nome dell'artista | Titolo dell'opera | Numero d'inventario | Origine acquisto o dono | Note   |
| Leonardo da Vinci           | Profilo a destra di zingaro che guarda verso l'alto | A. 28               |                         | [ 19 ] |
| Lippi Filippino             | Tritoni che sollevano trofei Uomo che lotta con centauressa e un altro uomo Battaglia fra centauro, satiro, uomo e donna Vergine col Bambino e santi Afflizioni di Giobbe |                     |                         | [ 20 ] |

### Parigi
| Cabinet des Dessins del Louvre                                    | |                                                                                            |                                                         |           |
| Cognome e nome dell'artista                                       | Titolo dell'opera | Numero inventario                                                                          | Origine acquisto o dono                                 | Note      |
| Allegri Antonio Copia da Antonio Allegri                          | Busto di donna nuda seduta, testa di bambino: studio per Leda e il Cigno San Giovanni Battista, di profilo | 5922 6019                                                                                  | Saint-Morys 1793                                        | Vedi      |
| Bandinelli Baccio                                                 | Profilo di uomo nudo inginocchiato che si toglie le scarpe Nettuno e mostri marini ai suoi piedi | 105 122                                                                                    | Jabach 1671                                             | Vedi      |
| Beccafumi Domenico                                                | Busto di donna senza testa e braccia, di fronte, forse una Venere Ercole di spalle, gambe larghe Donna in piedi, di faccia, forse una Venere Supplizio Uomo nudo steso a terra, forse un dio Fiume | 255 255 bis 255 ter 256 257                                                                | Mariette 1775                                           | Vedi      |
| Bertoja Jacopo                                                    | Venere e Cupido sul carro, tra le nuvole Ercole, Onfale e un vecchio | 6064 6064 bis                                                                              | Jabach 1671                                             | Vedi      |
| Bezzi Giovanni Francesco                                          | Presentazione della Vergine al tempio | 7049                                                                                       | Saint-Morys 1793                                        | Vedi      |
| Borgo Giovanni Paolo dal                                          | Lamento sul Cristo morto | 652                                                                                        | Saint-Morys 1793                                        | Vedi      |
| Scuola di Sandro Botticelli                                       | Testa di uomo con berretto; Uomo drappeggiato e inclinato su un fianco Due uomini in piedi, drappeggiati | 678 Recto 678 Verso                                                                        | Saint-Morys 1793                                        | Vedi      |
| Campi Antonio                                                     | La Flagellazione Martirio di Sant'Agata | 6260 6268                                                                                  | Jabach 1671                                             | Vedi      |
| Clovio Giulio                                                     | Statua d'Ercole sopra un piedistallo e persone che la disegnano Vergine e Bambino tra le nuvole, contornati da figure | 48 2820                                                                                    | Jabach 1671                                             | Vedi      |
| Cungi Leonardo                                                    | Adorazione dei pastori Uomo in piedi, di schiena | 1112 1113                                                                                  | Jabach 1671                                             | Vedi      |
| Dosio Giovanni Antonio                                            | Vergine e Bambino | 1156                                                                                       | Jabach 1671                                             | Vedi      |
| Farinati Paolo                                                    | San Gerolamo nel deserto Allegoria in onore di Giacomo Foscarini | 4847 4875                                                                                  | Jabach 1671                                             | Vedi      |
| Fiammeri Giovanni Battista                                        | Cristo morto sostenuto da un angelo e da quattro santi | 3107                                                                                       | Jabach 1671                                             | Vedi      |
| Fontana Giovanni Battista Attribuito a Giovanni Battista Fontana  | Compianto del Cristo morto Cristo soccombe sotto il peso della croce | 4914 5084                                                                                  | Jabach 1671                                             | Vedi      |
| Francesco Maria da Cornazzano, detto Zoppino da Modena            | Giovane donna che fa uscire un eremita da una fossa Combattimento di Tritoni | 6306 6307                                                                                  | Jabach 1671                                             | Vedi      |
| Franciabigio Attribuito a Franciabigio                            | Studio per San Francesco con la Vergine e l'arcangelo Gabriele Sacra conversazione: Vergine, Bambino e due santi | 1202 1671                                                                                  | Jabach 1671 Mariette 1775                               | Vedi      |
| Franco Battista                                                   | Studio per la Resurrezione di Cristo e scena di uccisione Donna in piedi con braccio sinistro teso: studio per Achille riconosciuto tra le figlie di Licomede Enea porta sulle spalle il padre Anchise Studio di soldato per la Resurrezione di Cristo Figure antiche: guerrieri, amorini che conducono carri, Ercole Studio per i dottori in Cristo tra i Dottori | 4932 4946 4946 bis 4958 4966 4985                                                          | Jabach 1671                                             | Vedi      |
| Francucci Innocenzo                                               | Resurrezione di Lazzaro | 8262                                                                                       | Jabach 1671                                             | Vedi      |
| Gabriele da Fano                                                  | Cristo alla colonna | 3109                                                                                       | Jabach 1671                                             | Vedi      |
| Ligorio Pirro                                                     | Presentazione della Vergine al tempio Bambino Gesù coronato da un angelo e adorato da san Gerolamo e dalla Vergine Vergine e Bambino che guardano un vecchio addormentato Prigionieri inginocchiati davanti a un re in trono | 9680 9682 9684 9684 bis                                                                    | Jabach 1671                                             | Voir Vedi |
| Manzuoli Tommaso, detto Maso da San Friano                        | Guerriero e vecchio seduti con la lira in mano e dietro loro varie figure Figura drappeggiata, con profilo a destra Monaco in piedi, quasi di faccia, con le mani giunte Il pasto di Simone il fariseo San Michele che tiene in mano la spada e la bilancia e posa il piede sul drago Donna drappeggiata che vola presso un vecchio addormentato sul letto | 1306 1306A 1306B 1306C 1306D 1306E                                                         | Jabach 1671                                             | Vedi      |
| Marchesi Girolamo                                                 | Adorazione dei pastori | 8382                                                                                       | Jabach 1671                                             | Vedi      |
| Mascherini Ottaviano                                              | Annunciazione con Dio Padre e Spirito Santo Adorazione dei pastori Vergine con Bambino in trono, fra un papa santo e un santo martire Vergine con Bambino in trono fra san Michele e san Giovanni Evangelista | 8383 8385 8386 8386 bis                                                                    | Jabach 1671                                             | Vedi      |
| Michele da Lucca                                                  | Fregio: Bambini che giocano con una lupa e con una leonessa che allatta uno di loro Fregio: Bambini che giocano con una lupa e con una leonessa Fregio: Trionfo d'Arianna Fregio: Sette amorini che montano cavalli marini | 1326 1326 A 1326 B 1326 C                                                                  | Jabach 1671                                             | Vedi      |
| Miruoli Girolamo                                                  | Maschera d'uomo | 8399                                                                                       | Saint-Morys 1793                                        | Vedi      |
| Moro Battista del                                                 | Cristo morto, sostenuto da due angeli e pianto dalla Madonna Cristo alla colonna | 5080 5080 bis                                                                              | Jabach 1671                                             | Vedi      |
| Moro Giulio Del                                                   | Diana e Endimione | 5083                                                                                       | Jabach 1671                                             | Vedi      |
| Moro Marco del                                                    | Cristo e la Samaritana | 2799                                                                                       | Jabach 1671                                             | Vedi      |
| Muziano Girolamo                                                  | Resurrezione di Lazzaro Consegna delle chiavi a san Pietro Noli me tangere San Francesco riceve le stigmate | 5094 5095 5095 bis 5107                                                                    | Jabach 1671                                             | Vedi      |
| Passarotti Bartolomeo                                             | Apollo in piedi, di faccia, con l'arco, le frecce e la lira ai suoi piedi | 8464                                                                                       | Jabach 1671                                             | Vedi      |
| Penni Giovanni Francesco Copia da Penni                           | Nascita di san Giovanni e imposizione del nome di Battista | 4268                                                                                       | Jabach 1671                                             | Vedi      |
| Peruzzi Baldassarre Tommaso Attribuito a Peruzzi Copia da Peruzzi | Allegoria satirica: Mercurio purgato Un'astuzia di guerra Progetto per piatto tondo con storie di Mosè e di Giuseppe | 1419 1422 4259                                                                             | Mariette 1775 Jabach 1671                               | Vedi      |
| Pinariccio Felice                                                 | Nozze di santa Caterina d'Alessandria Santa Caterina d'Alessandria Santa Lucia, in piedi, di faccia, la testa di profilo verso sinistra | 8506 8507 8507 bis                                                                         | Jabach 1671                                             | Vedi      |
| Pippi Giulio, detto Giulio Romano                                 | Vergine, Bambino, santo Stefano, san Gerolamo, sant'Antonio abbate, san Giorgio La caduta di Icaro Cane dal pelo lungo Donna imprigionata, seduta davanti a trofei Vittoria, con trofei, che scrive sopra uno scudo Davide con in mano la testa di Golia | 3464 3499 3573 3573A 3573B 3573C                                                           | Jabach 1671                                             | Vedi      |
| Attribuito a Giulio Pippi                                         | Vergine seduta che gioca con il Bambino Vergine, Bambino, san Benedetto e san Giovanni Evangelista | 3580 3581                                                                                  | Jabach 1671                                             | Vedi      |
| Primaticcio Francesco                                             | Pan seduto tra le nuvole e circondato da putti che volano Venere seduta tra le nuvole | 8563 8563 bis                                                                              | Jabach 1671                                             | Vedi      |
| Procaccini Ercole il Vecchio                                      | Longino colpisce con la lancia Cristo fra i due ladroni | 6740                                                                                       | Jabach 1671                                             | Vedi      |
| Pupini Biagio                                                     | Ultima Cena Sacra Famiglia con angeli e santi | 4286 6858                                                                                  | Jabach 1671                                             | Vedi      |
| Giovanni Battista Ramenghi, detto Bagnacavallo                    | Guerriero vestito all'antica, di faccia, con in mano l'asta di una lancia | 8894                                                                                       | Jabach 1671                                             | Vedi      |
| Robusti Jacopo                                                    | Compianto del Cristo | 5371                                                                                       | Jabach 1671                                             | Vedi      |
| Rosso Fiorentino                                                  | Vergine della Misericordia | 1579                                                                                       | Saint-Morys 1793                                        | Vedi      |
| Sabatini Lorenzo                                                  | Ercole, in piedi e di faccia, tiene con la sinistra Cerbero incatenato Gesù al tempio tra i Dottori San Pietro, in piedi, di tre quarti verso destra, la testa di faccia Ultima Cena | 9008 9008A 9008B 9008C                                                                     | Jabach 1671                                             | Vedi      |
| Salviati Francesco                                                | Guerriero vestito all'antica, in piedi, di faccia, tiene l'asta di una lancia San Girolamo inginocchiato e un'altra figura di religioso, forse san Francesco San Giovanni Evangelista appoggiato contro un altare Uomo nudo, di faccia Donna nuda con un velo, girata verso destra, entro una nicchia | 1642 1642A 1642B 1642C 1648                                                                | Jabach 1671                                             | Vedi      |
| Samacchini Orazio                                                 | Vergine, san Giuseppe e un angelo accanto al Bambino addormentato Santa Bibiana, in piedi e di faccia, appoggiata col gomito ad una colonna spezzata Sacra Famiglia servita da angeli, durante la Fuga in Egitto Tre soldati vestiti all'antica, in piedi, di faccia, la testa girata Putti che disarmano Cupido mentre dorme sul suo carro Bambino nudo, di faccia, in piedi sopra un mascherone, le braccia aperte Bambino nudo che corre, visto da dietro, trattenuto con un braccio da un altro bambino | 9024 9024A 9024B 9024C 9024D 9024E 9024F                                                   | Jabach 1671                                             | Vedi      |
| Sarto Andrea del                                                  | Studio per una testa di san Francesco Studio di mano Studio di mano e piedi Uomo drappeggiato, seduto, che scrive Testa di uomo calvo e barbuto, di profilo verso sinistra Cinque studi di mani Braccia e mani giunte e una mano che tiene un pane Tre studi di gamba Quattro studi di piede sinistro Studio di gamba Drago che divora un serpente Cavaliere in armatura Testa d'uomo di profilo | 1678Recto 1678Verso 1679 1680Recto 1680Verso 1714 1714A 1714B 1714C 1714D 1724 1724.2 1726 | Saint-Morys 1793 Guglielmo II d'Olanda 1850 Jabach 1671 | Vedi      |
| Schiavone Andrea                                                  | Ultima Cena Tre figure e un vecchio seduto accanto ad un albero Apollo scuoia Marsia | 5450 5452 5452 bis                                                                         | Jabach 1671                                             | Vedi      |
| Sciarpelloni Lorenzo di Credi Attribuzione                        | Testa di donna, di tre quarti, coi capelli trattenuti da una reticella Progetto per monumento funerario Bambino nudo, seduto, col corpo girato verso sinistra Vergine e Bambino Bambino nudo, seduto, con la gamba destra distesa | 1783 1788 1792 1792 bis 1792 ter                                                           | Mariette 1775 Saint-Morys 1793                          | Vedi      |
| Serafino da Verona                                                | Adamo ed Eva cacciati dal Paradiso Terrestre Maddalena nel deserto, seduta, rivolta a destra | 5459 5460                                                                                  | Jabach 1671                                             | Vedi      |
| Tamagni Vincenzo                                                  | Prete che celebra la Messa Uomo che scrive, seduto, a mezza figura Cinque schizzi di angeli in volo che suonano strumenti musicali Discesa dalla Croce. Compianto del Cristo | 1246 1247 1247 bis 1247 ter                                                                | Mariette 1775 Saint-Morys 1793                          | Vedi      |
| Taraschi Giovanni                                                 | Donna guerriera che assume le armi, a lei offerte da un Genio | 6789                                                                                       | Jabach 1671                                             | Vedi      |
| Tito Santi di                                                     | I pellegrini di Emmaus | 1929                                                                                       | Jabach 1671                                             | Vedi      |
| Todi Lucio da (Luzio Luzi)                                        | Martirio di un santo, forse san Sebastiano | 1963                                                                                       | Jabach 1671                                             | Vedi      |
| Uccello Paolo                                                     | Ritratto di Luigi II, re di Napoli, di profilo, con cuffia e corona Ritratto di Manuel Chrysoloras con un in testa un berretto e un libro nella mano Testa d'uomo con cuffia, di profilo verso sinistra . | 9849 9849 bis RF 730 .                                                                     | Saint-Morys 1793 His de la Salle 1878                   | Vedi      |
| Vasari Giorgio                                                    | Progetto di decorazione di una volta ad invaso, con arcate laterali Pala d'altare con il Giudizio Universale La Caccia d'amore | 2076 2153 2169                                                                             | duca di Modena 1796 Jabach 1671                         | Vedi      |
| Agostino Veneziano, detto Agostino dei Musi                       | Donna seminuda, appoggiata al gomito su un piedistallo, in un paesaggio | 3585                                                                                       | Jabach 1671                                             | Vedi      |
| Zuccaro Federico                                                  | L'Annunciazione | 4539                                                                                       | Jabach 1671                                             | Vedi      |
| Anonimo fiorentino secolo XV                                      | Cane che agguanta una lepre Studio di uomo nudo, steso su un letto Uomo nudo a mezza figura, di schiena, appoggiato ad un bastone | 1256 1256 bis 1256 ter                                                                     | Saint-Morys 1793                                        | Vedi      |
| Anonimo italiano secolo XV                                        | Cristo in croce tra i due ladroni | 9839                                                                                       | Jabach 1671                                             | Vedi      |
| Anonimo italiano fine secolo XV                                   | La Pentecoste | 1654                                                                                       | Jabach 1671                                             | Vedi      |
| Anonimo italiano secolo XVI                                       | Vergine e Bambino | 10029                                                                                      | Jabach 1671                                             | Vedi      |
| Anonimo veneziano secolo XVI                                      | Donna in piedi in un paesaggio, le mani giunte e gli occhi al cielo | 5659                                                                                       | Jabach 1671                                             | Vedi      |

| École des beaux-arts        |                      |                     |                         |        |
| Cognome e nome dell'artista | Titolo dell'opera    | Numero d'inventario | Origine acquisto o dono | Note   |
| Anonimo italiano ca. 1370   | Storie di san Potito | Recto e Verso       |                         | [ 11 ] |

### Stoccolma
| Museo nazionale di Stoccolma     |                                                                          |                                                       |                         |        |
| Cognome e nome dell'artista      | Titolo dell'opera                                                        | Numero d'inventario                                   | Origine acquisto o dono | Note   |
| Ghirlandaio Domenico             | Ritratto di uomo anziano                                                 |                                                       |                         | [ 35 ] |
| Filippino Lippi\|Lippi Filippino | Ercole e Nesso e nella parte sottostante un centauro che abbatte un uomo | 2                                                     |                         | [ 36 ] |
| Cerchia di Uccello Paolo         | Sei studi di animali                                                     | 1068 Verso, 1069 Recto/ Verso, 1070, 1071 Recto/Verso |                         | [ 11 ] |

### Vienna
| Albertina di Vienna          | |                     |                             |         |
| Cognome e nome dell'artista  | Titolo dell'opera                                                                                   | Numero d'inventario | Origine acquisto o dono     | Note de |
| Bezzi Giovanni Francesco     | Uomo in piedi                                                                                       | 2000                | Albert de Saxe-Teschen 1822 | Vedi    |
| Carpaccio Vittore            | Studio di tre uomini in piedi Figura di schiena del "Cavaliere della Scalza" e giovane di profilo . | 1456r 1456v .       | Albert de Saxe-Teschen 1822 |         |
| Garbo Raffaellino            | Studi di mani Donna giovane di profilo .                                                            | 4858 17620 .        | Albert de Saxe-Teschen 1822 |         |
| Ghirlandaio Davide           | Uomo in piedi drappeggiato                                                                          | 39                  | Albert de Saxe-Teschen 1822 |         |
| Ghirlandaio Domenico         | Cristo benedicente tra angeli                                                                       | 511                 | Albert de Saxe-Teschen 1822 |         |
| Granacci Francesco           | Studi di teste                                                                                      | 14179               | Albert de Saxe-Teschen 1822 |         |
| Liberale da Verona           | Due studi di donne                                                                                  | 17617               | Albert de Saxe-Teschen 1822 |         |
| Lippi Filippo                | Angelo inginocchiato                                                                                | 41                  | Albert de Saxe-Teschen 2623 |         |
| Mazzola Francesco            | Autoritratto in cornice ornamentale                                                                 | 33                  | Albert de Saxe-Teschen 2623 |         |
| Orsi Lelio                   | Gesù al tempio                                                                                      | 581                 | Albert de Saxe-Teschen 2623 |         |
| Porta Bartolomeo della       | Due studi di uomini in piedi                                                                        | 4875                | Albert de Saxe-Teschen 1822 |         |
| Primaticcio Francesco        | Autoritratto da vecchio                                                                             | 1965                | Albert de Saxe-Teschen 1822 |         |
| Ramenghi Giovanni Battista   | Matrimonio mistico di santa Caterina                                                                | 2006                | Albert de Saxe-Teschen 1822 |         |
| Uccello Paolo                | Ritratto di Leonardo Bruni di profilo                                                               | 46                  | Albert de Saxe-Teschen 1822 |         |
| Vasari Lazzaro               | Due uomini vestiti all'orientale                                                                    | 33                  | Albert de Saxe-Teschen 1822 |         |
| Vinci Leonardo da            | Sei teste, alcune caricaturali                                                                      | 14179               | Albert de Saxe-Teschen 1822 | [ 37 ]  |
| Anonimo italiano secolo XV   | Un vescovo                                                                                          | 13128               | Albert de Saxe-Teschen 1822 |         |
| Anonimo italiano secolo XV   | Studio di giovane uomo seduto                                                                       | 12r                 | Albert de Saxe-Teschen 1822 |         |
| Anonimo italiano secolo XV   | Tomba di papa Sisto IV                                                                              | 21                  | Albert de Saxe-Teschen 1822 |         |
| Anonmo italiano secolo XV    | Due uomini in piedi                                                                                 | 22r                 | Albert de Saxe-Teschen 1822 |         |
| Anonimo italiano secolo XV   | Due uomini in piedi                                                                                 | 22v                 | Albert de Saxe-Teschen 1822 |         |
| Anonimo italiano secolo XV   | align="center" Due uomini, uno seduto e l'altro in ginocchio                                        | 23r                 | Albert de Saxe-Teschen 1822 |         |
| Anonimo italiano secolo XV   | Due uomini, uno seduto e l'altro in ginocchio                                                       | 23v                 | Albert de Saxe-Teschen 1822 |         |
| Anonimo fiorentino secolo XV | Cristo deriso                                                                                       | 20                  | Albert de Saxe-Teschen 1822 |         |
| Anonimo fiorentino secolo XV | Vecchio monaco di profilo, forse Savonarola                                                         | 61 r                | Albert de Saxe-Teschen 1822 |         |
| Anonimo fiorentino secolo XV | Studi                                                                                               | 61 v                | Albert de Saxe-Teschen 1822 |         |
| Anonimo senese secolo        | Testa di giovane donna                                                                              | 2790                | Albert de Saxe-Teschen 1822 |         |
| Anonimo toscano secolo XVI   | Frà Andrea de Servi, di profilo con cappuccio                                                       | 28                  | Albert de Saxe-Teschen 1822 |         |
| Anonimo toscano secolo XVI   | Monaco tonsurato di profilo                                                                         | 29                  | Albert de Saxe-Teschen 1822 |         |
| Anonimo toscano secolo XVI   | Ritratto del priore Michele Berteldi di profilo                                                     | 30                  | Albert de Saxe-Teschen 1822 |         |
| Anonimo toscano secolo XVI   | Poeta coronato di lauro                                                                             | 31                  | Albert de Saxe-Teschen 1822 |         |
| Anonimo italiano secolo XVI  | Giove che abbraccia Callisto sotto le spoglie di Diana                                              | 514                 | Albert de Saxe-Teschen 1822 |         |
| Anonimo italiano secolo XVI  | Giove che abbraccia Antiope sotto le spoglie di un satiro                                           | 515                 | Albert de Saxe-Teschen 1822 |         |
| Anonimo italiano secolo XVI  | Pellegrino incappucciato                                                                            | 25                  | Albert de Saxe-Teschen 1822 |         |

### Washington
| National Gallery of Art     | | |                         |                  |
| Cognome e nome dell'artista | Titolo dell'opera | Numero d'inventario                                                                                       | Origine acquisto o dono | Note             |
| Botticelli Sandro           | Ritratto di giovane uomo | 1991.190.1 1991.190.1.a                                                                                   | Woodner Collection 1991 | Vedi             |
| Garbo Raffaellino del       | San Rocco, sant'Antonio abbate e santa Caterina d'Alessandria | 1991.190.1.h                                                                                              | Woodner Collection 1991 | Vedi             |
| Lippi Filippino             | Giovane nuda Uomo con bastone Studi su differenti soggetti Putto danzante con drappo Angelo che porta una torcia Due angeli che portano torce Donna in piedi che prega Due donne con drappi, in piedi . | 1991.190.1.b 1991.190.1.c 1991.190.1.d 1991.190.1.e 1991.190.1.f 1991.190.1.g 1991.190.1.i 1991.190.1.j . | Woodner Collection 1991 | Vedi Voir Vedi . |